# أنتوني والاس
أنتوني والاس (بالإنجليزية: Anthony Wallace)‏ (26 يناير 1989 بروكلين الولايات المتحدة - ) هو لاعب كرة قدم أمريكي يلعب كمدافع.

## وصلات خارجية
أنتوني والاس على موقع الاتحاد الدولي (مؤرشف)  (الإنجليزية)
- أنتوني والاس على موقع الدوري الأمريكي (الإنجليزية)
- أنتوني والاس على موقع قاعدة بيانات كرة القدم.إي يو (الإنجليزية)
- أنتوني والاس على موقع ناشيونال فوتبول تيمز (الإنجليزية)
- أنتوني والاس على موقع Soccerway.com (الإنجليزية)
- أنتوني والاس على موقع عالم كرة القدم.نت (الإنجليزية)
- أنتوني والاس على موقع AS.com (الإسبانية)